# Laurus Aalbregtse Rijk
Laurus Aalbregtse Rijk (1797-1859) was burgemeester van 's Heerenhoek van 1851 tot 1859.

## Levensloop
Rijk werd geboren in Ovezande op hoeve "De Weel". Deze hoeve behoort nu tot het dorp 's Heerenhoek. Rijk was het eerste kind uit het tweede huwelijk van zijn vader Aalbrecht Janse Rijk. Aalbrecht huwde Jobina Laurense de Jonge in 1796, nadat in 1795 zijn eerste vrouw was overleden. In 1802 zou ook De Jonge overlijden en vader Rijk trouwde een derde keer, nu met Cornelia (Neeltje) Hoondert. De vader van Laurus was boer en burgemeester ('maire') van 's Heerenhoek in de periode 1809-1813, toen Nederland werd ingelijfd bij het Franse Keizerrijk (1810).
Laurus werd ook landbouwer. Hij kocht, aanvankelijk met zijn broer Jacob (1798-1876), hoeve "De Groene Hofstede" bij 's Heerenhoek. Hij huwde in 1822 Maria Janse Menheere (1802-1887). Rijk kan worden beschouwd als een zeer welvarende boer. In 1851 werd hij burgemeester van 's Heerenhoek. Eerder dat jaar was hij reeds raadslid geworden, een functie die hij behield tijdens zijn burgemeesterschap. Dit laatste was in deze tijd niet ongewoon.  
De populatie katholieke inwoners van 's Heerenhoek nam gedurende de eerste helft van de negentiende eeuw toe. Het burgemeesterschap van Laurus Rijk kan gezien worden als exemplarisch voor de toenemende invloed van het katholicisme in 's Heerenhoek en Zuid-Beveland. 